# Somewhere in the Night
Somewhere in the Night is een Amerikaanse film noir uit 1946 onder regie van Joseph L. Mankiewicz. De film werd destijds in het Nederlands uitgebracht onder de titel Ergens in het duister.

## Verhaal
George W. Taylor lijdt aan geheugenverlies, sinds hij terug is van de oorlog. Hij wil in Los Angeles zijn oude identiteit achterhalen. Op die manier raakt hij verwikkeld in een moordzaak.

## Rolverdeling
| Acteur               | Personage        |
| -------------------- | ---------------- |
| John Hodiak          | George W. Taylor |
| Nancy Guild          | Christy Smith    |
| Lloyd Nolan          | Donald Kendall   |
| Richard Conte        | Mel Phillips     |
| Josephine Hutchinson | Elizabeth Conroy |
| Fritz Kortner        | Anzelmo          |
| Margo Woode          | Phyllis          |
| Sheldon Leonard      | Sam              |
| Lou Nova             | Hubert           |